# Futurum simplex
Futurum simplex är ett sammansatt tempus som anger "något som ska bli gjort i framtiden", dvs vad som kommer att göras. Exempel är "Jag ska läsa den här artikeln när jag går och lägger mig" och "Hon kommer att vinna valet i höst". (Användande av "ska" ger här också satsen en modal prägel.)
På många språk, till exempel latin, är futurum simplex ett mer distinkt tempus än det är på svenska.